# Gebrüder Ohlhaver
Gebrüder Ohlhaver (Revalo) war der Name einer im späten 19. oder frühen 20. Jahrhundert in Thüringen gegründeten Puppen-Manufaktur mit Sitz in Sonneberg.

## Geschichte
Nach einander sich widersprechender Quellen wurde das Unternehmen entweder 1897 oder erst 1912 durch die Gebrüder Ohlhaber gegründet. Der Begriff der international bekannt gewordenen Schutzmarke Revalo leitet sich ab von dem Familiennamen der beiden Firmengründer und Brüder Jonny Paulas Gerhard Ohlhaver und Hinrik Ohlhaver, deren Nachnamen – rückwärts gelesen – phonetisch wie revalo klingt.
Das Unternehmen verwendete für die Zusammenstellung einer vollständigen Puppe auch Biskuitporzellan-Charakterköpfe unter anderem der Firmen Ernst Heubach („Heubach Köppelsdorf“), Gebrüder Heubach oder der Porzellanfabrik Mengersgereuth; letztere identifizierbar durch ein großes X in einem Kreis.
Der an bestimmten Puppen angebrachte Markenname Igodi bezieht sich auf einen patentierten Kurbelkopf, den Johann Gottlieb Dietrich im Jahr 1919 erfunden hatte und die ebenfalls von Ernst Heubach hergestellt wurden.
Die auch für den Export produzierenden Gebrüder Ohlhaver, erkennbar durch die Begriffe Germany oder Dep (= déposée, deportiert, gesetzlich geschützt) an den Puppen, führten 1921 die Marken My Queen Doll sowie Bébé Princesse ein.
An Form-Nummern sind 150, 151, 10727 und 11010 bekannt.